# Loire-Nieuport LN.40
Loire-Nieuport LN.40 byla série jednomotorových francouzských námořních a pozemních střemhlavých bombardovacích letounů, která sloužila u Aéronavale na konci 30. let 20. století. Letouny sloužily na počátku druhé světové války.

## Vývoj
Mezi roky 1932 a 1936 probíhal ve společnosti Nieuport-Delage vývoj dvojmístného střemhlavého bombardéru Nieuport Ni.140 pro Aéronavale, což byla letecká složka francouzského námořnictva. Jednalo se o dvoumístný stroj s pevným podvozkem s výrazně lomeným křídlem do tvaru písmena W. Po začlenění společnosti Nieuport do společnosti Loire-Nieuport v roce 1933 byl letoun přejmenován na Loire-Nieuport LN.140. První ze dvou prototypů (LN.140-01) poprvé vzlétnul 12. března 1935, ale během tvrdého přistání havaroval a nebyl opraven. Letové zkoušky pokračovaly s druhým prototypem (LN.140-02) až do jejich zrušení po další havárii v červenci 1936.
Další vývoj se proto soustředil na projekt LN.40, který sice těžil ze zkušeností s vývojem letounu LN.140, ale jednalo se o nový letoun s lepšími aerodynamickými vlastnostmi. Pevný podvozek byl nahrazen zatahovacím a bylo odstraněno místo pro druhého člena posádky. V druhé polovině roku 1937 byl objednán prototyp a následovala objednávka na 6 předsériových letounů pro letadlovou loď Béarn. I Francouzské letectvo nakonec projevilo zájem o pozemní verzi letounu LN.40, která byla označena LN.41. Původní plány hovořily o 184 letounech, kterými mělo být vybaveno šest perutí, přičemž každá měla mít 18 letounů. Zbylé měly být v rezervě.
První prototyp poprvé vzlétnul 6. července 1938. Druhý jej následoval v lednu 1939 a třetí v květnu 1939. Čtyři předsériové letouny byly dodány v červenci 1939 a byly odeslány ke zkouškám na palubu letadlové lodi Béarn. Nicméně letové testy ukázaly, že aerodynamické brzdy letounu jsou neúčinné, což vedlo k tomu, že piloti používali jako aerodynamickou brzdu vytažený podvozek. Letoun také nemohl provést střemhlavý útok s plnými palivovými nádržemi. Pro letectvo byl také letoun příliš pomalý, a proto požadovalo vývoj rychlejšího stroje, který měl být označen Loire-Nieuport LN.42.
V červenci 1939 obdržela společnost SNCAO (Société Nationale de Constructions Aéronautiques de Ouest), do které byla po znárodnění začleněna společnost Loire-Nieuport, objednávku na 36 letounů LN.401 pro francouzské námořnictvo a 40 letounů LN.411 pro francouzské letectvo (Armée de l'Air). Verze LN.411 byla téměř identická s verzí LN.401, ale postrádala přistávací hák, mechanismus sklápění křídel a další vybavení potřebné pro námořní letouny. První letouny LN.411 byly dodány v září 1939 a byla zadána objednávka na dalších 270 strojů. Tato objednávka však byla v říjnu 1939 zrušena a letouny LN.411 byly předány námořnictvu.
Společnost Loire-Nieuport se také pokoušela vyvinout rychlejší verzi s motorem Hispano-Suiza 12Y-31 s výkonem 640 kW (860 hp) oproti motoru Hispano-Suiza 12Xcrs s výkonem 515 kW (690 hp) instalovaném na letounech LN.401. Tato verze označená LN.402 vykonala svůj první let 18. listopadu 1939. Dalšímu vývoji letounu LN.402 zabránila porážka Francie v červnu 1940 a následné příměří.
V roce 1942 postavila společnost SNCASO z uskladněných dílů dalších 24 letounů pro potřeby letectva Vichistické Francie.
Konečnou verzí měla být verze LN.42 s mnohem výkonnějším motorem Hispano-Suiza 12Y-51 o výkonu 820 kW (1 100 hp), ale její vývoj přišel pozdě pro použití v druhé světové válce. Letoun dostal také nové křídlo bez lomení s menším rozpětím 13 m. Před pádem Francie byl sice dokončen prototyp, ale ten již nevzlétnul. Přesto byl letoun po celou dobu války ukryt před Němci. Letové zkoušky byly obnoveny 24. srpna 1945 a pokračovaly až do roku 1947. Avšak jednalo se už o zastaralý typ a tak byl postaven jen jeden letoun.

## Popis
LN.401/411 byl jednomístný jednomotorový bombardovací dolnoplošník s lomeným křídlem do tvaru písmena W. Verze LN.401 měla sklápěcí křídlo pro lepší skladnost na palubě letadlové lodi. Hlavní podvozek bylo možné částečně zatáhnout do výstupků pod křídlem letounu. Jako aerodynamická brzda se používala dolní polovina směrového kormidla, která se rozevírala do dvou sekcí. Toto řešení se v praxi neosvědčilo, piloti místo této brzdy používali k brzdění střemhlavého letu poměrně velké kryty vysunutého podvozku.
Pro zlepšení stability letounů byly na konce vodorovné ocasní plochy dodatečně namontovány svislé plošky. Letoun poháněl zpravidla řadový vidlicový kapalinou chlazený dvanáctiválcový motor Hispano-Suiza 12Xcrs s výkonem 515 kW, který poháněl třílistou kovovou nastavitelnou vrtuli.
Hlavňovou výzbroj letounu tvořil letecký kanón Hispano-Suiza HS 404 uložený v trupu nad motorem mezi válci motoru s bubnovým zásobníkem na 60 nábojů a 2 kulomety Darne vz. 32 Marine ráže 7,5 mm v křídle se zásobou 600 nábojů na zbraň. Letoun dále nesl jednu pumu o hmotnosti 225 kg nebo 150 kg ve výklopné vidlici, která zabezpečovala bezpečné odhození pumy mimo prostor otáčení vrtule letounu. Případně mohl letoun nést 10 pum o hmotnosti 10 nebo 15 kg.
Ve srovnání s podobnými letouny své doby se jednalo o sice dobře ovladatelný, ale pomalý letoun s malým výkonem motoru a malou nosností. Absence zadního střelce také znemožňovala obranu letounu zezadu. Letoun byl slabě pancéřován, pancíř o tloušťce 5 mm nebyl pro německé kulomety překážkou. Rovněž nádrže neměly ochranné obaly. Hlavním problémem však byl výkon motoru. Výkony se nezlepšily ani po častém odstranění 20 mm leteckého kanónu z letounu.

## Operační historie
Dvě escadrilles francouzského námořního letectva označené AB2 a AB4 byly vybaveny letouny LN.401/411 na přelomu let 1939 a 1940. AB2 obdržela první střemhlavé bombardéry LN.401 v listopadu 1939, zatímco AB4 obdržela bombardéry LN.411, které odmítlo pozemní letectvo, v únoru 1940. Bombardéry dodané letectvem byly vítanou posilou, protože výroba letounů LN.401 pro námořnictvo byla velice pomalá.
Oba typy letounů byly použity v boji během bitvy o Francii v roce 1940. Jelikož jediná francouzská letadlová loď Béarn v té době zajišťovala dopravu letounů zakoupených v USA do Francie, působily tyto námořní letouny výhradně z pozemních letišť. Útočily na německé motorizované kolony a na shromážděné pozemní jednotky. Ztráty letounů byly těžké. Během jediného útoku 19. května 1940, kterého se účastnilo 20 letounů, bylo ztraceno 10 letounů a dalších 7 bylo neopravitelně poškozeno. Výroba nedokázala ztracené letouny nahrazovat a po měsíci bojů přišly obě jednotky asi o dvě třetiny svých sil.
Zbylé letouny byly nejprve staženy na jih Francie, kde se účastnily průzkumných a bojových akcí proti Itálii. Dne 18. června 1940 se zúčastnily nočního náletu na italský přístav Imperia. 25. června 1940 přeletěly letouny do severní Afriky, kde byly uskladněny.
Po uzavření příměří byly střemhlavé bombardéry LN.401/411 staženy ze služby a obě escadrilles byly přezbrojeny na bombardéry Glenn-Martin 167-F.
Po obsazení území Vichistické Francie 10. listopadu 1942 německými vojsky, padlo do rukou německých vojáků 12 letounů vyrobených v roce 1942. Zbylé letouny byly dopraveny do Tuniska, kde byly spolu s uskladněnými letouny zničeny při útocích Spojenců.

## Varianty

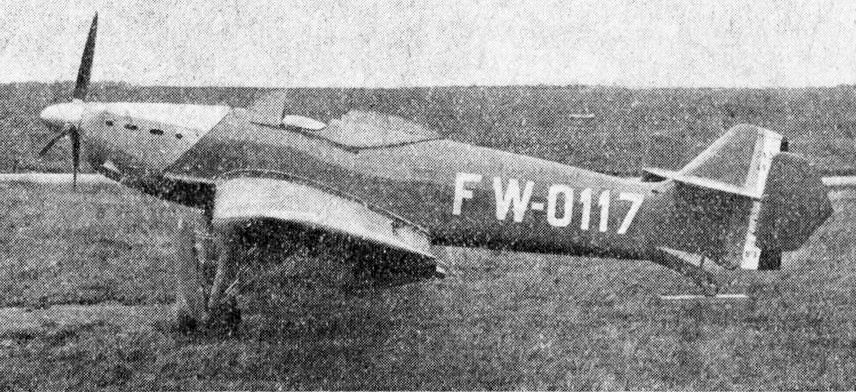
Loire Nieuport LN.40 – fotografie z L'Aérophile (srpen 1943)

Nieuport Ni.140 (LN.140)
Původní návrh společnosti Nieuport, který poprvé vzlétnul 12. března 1935. Letoun byl později přeznačen na Loire-Nieuport LN.140. Oba prototypy byly zničeny při haváriích.
LN.40
Předsériové letouny. Postaveno 7 strojů (včetně prototypu).
LN.41
Plánovaná pozemní verze letounu LN.40.
LN.401
Sériová verze námořní varianty letounu.
LN.411
Sériová verze pozemní varianty letounu.
LN.402
Jeden letoun osazený silnějším motorem Hispano-Suiza 12Y-31.
LN.42
Vývojová verze s novým křídlem a s motorem Hispano-Suiza 12Y-51. Postaven 1 letoun.

## Specifikace (LN.401)

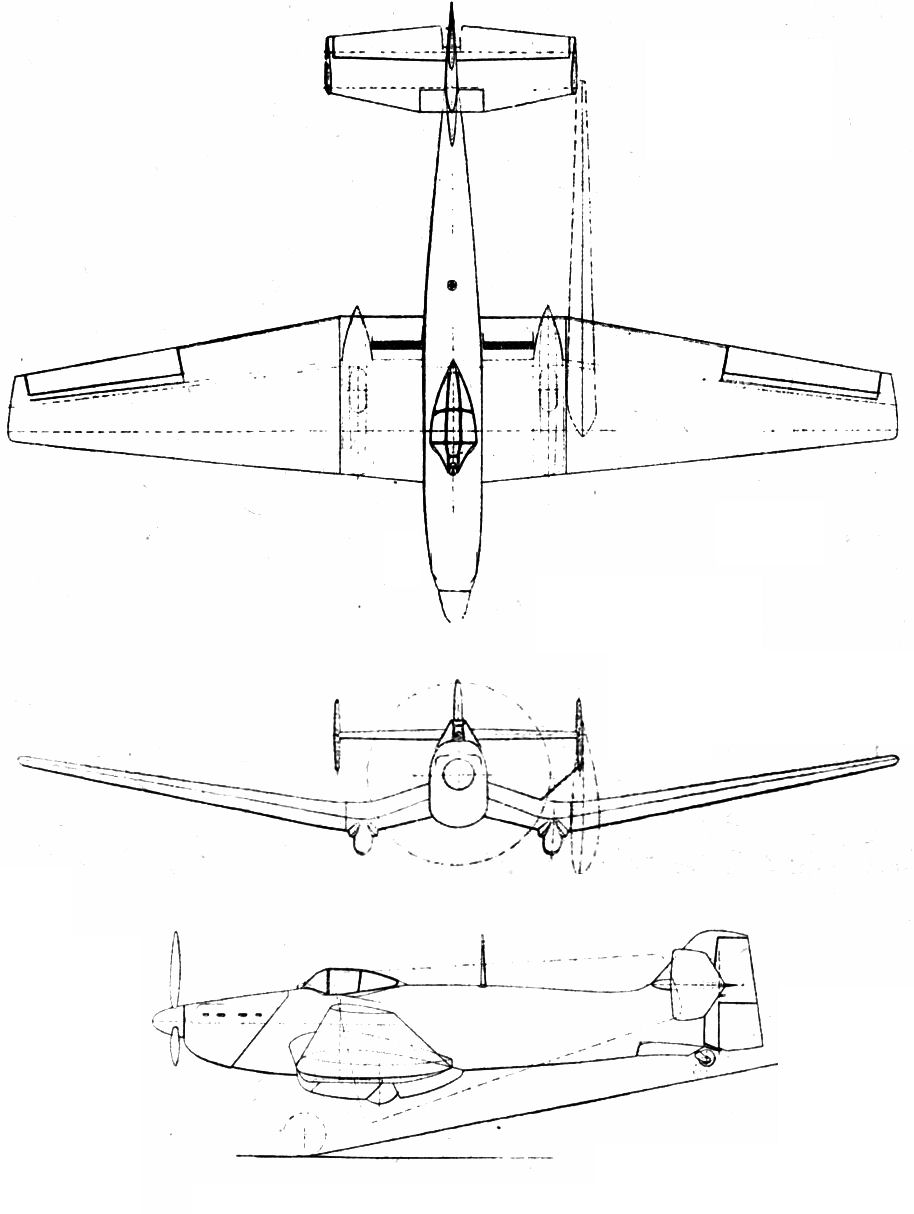
Loire Nieuport LN.40 – kresba z L'Aérophile ze srpna 1943

Technické údaje pocházejí z publikace „War Planes of the Second World War: Volume Eight Bombers and Reconnaissance Aircraft“.

### Technické údaje
- Posádka: 1 pilot
- Rozpětí: 14 m
- Délka: 9,75 m
- Výška: 3,5 m
- Nosná plocha: 24,75 m²
- Prázdná hmotnost: 2 243 kg
- Vzletová hmotnost: 2 835 kg
- Pohonná jednotka: 1× kapalinou chlazený vidlicový motor Hispano-Suiza 12Xcrs V-12
- Výkon pohonné jednotky: 690 k (515 kW) ve výšce 4 000 m (13 000 stop)

### Výkony
- Cestovní rychlost: 299 km/h (186 mph, 161 uzlů) ve výšce ? m
- Maximální rychlost: 380 km/h (236 mph, 205 uzlů) ve výšce 4 000 m (13 000 stop)
- Dolet: 1 200 km (? h)
- Dostup: 9 500 m (31 200 stop)
- Stoupavost: ? m/s (? m/min)

### Výzbroj
- 1× letecký kanón Hispano-Suiza HS.404 ráže 20 mm v trupu se zásobou 60 nábojů
- 2× kulomet Darne ráže 7,5 mm v křídle se zásobou 600 nábojů na zbraň
- 1× bomba 225 kg nebo 165 kg nebo
- 10× bomba 10 kg nebo 15 kg

## Uživatelé
- Francie
  - Aéronavale
  - Armée de l'air
  - Armée de l'air de l'armistice

#### Související vývoj
- Loire-Nieuport LN.161

#### Podobná letadla
- Aiči D3A
- Blackburn Skua
- Junkers Ju 87
- Northrop BT
- Brewster SBN